# Calcarius lapponicus

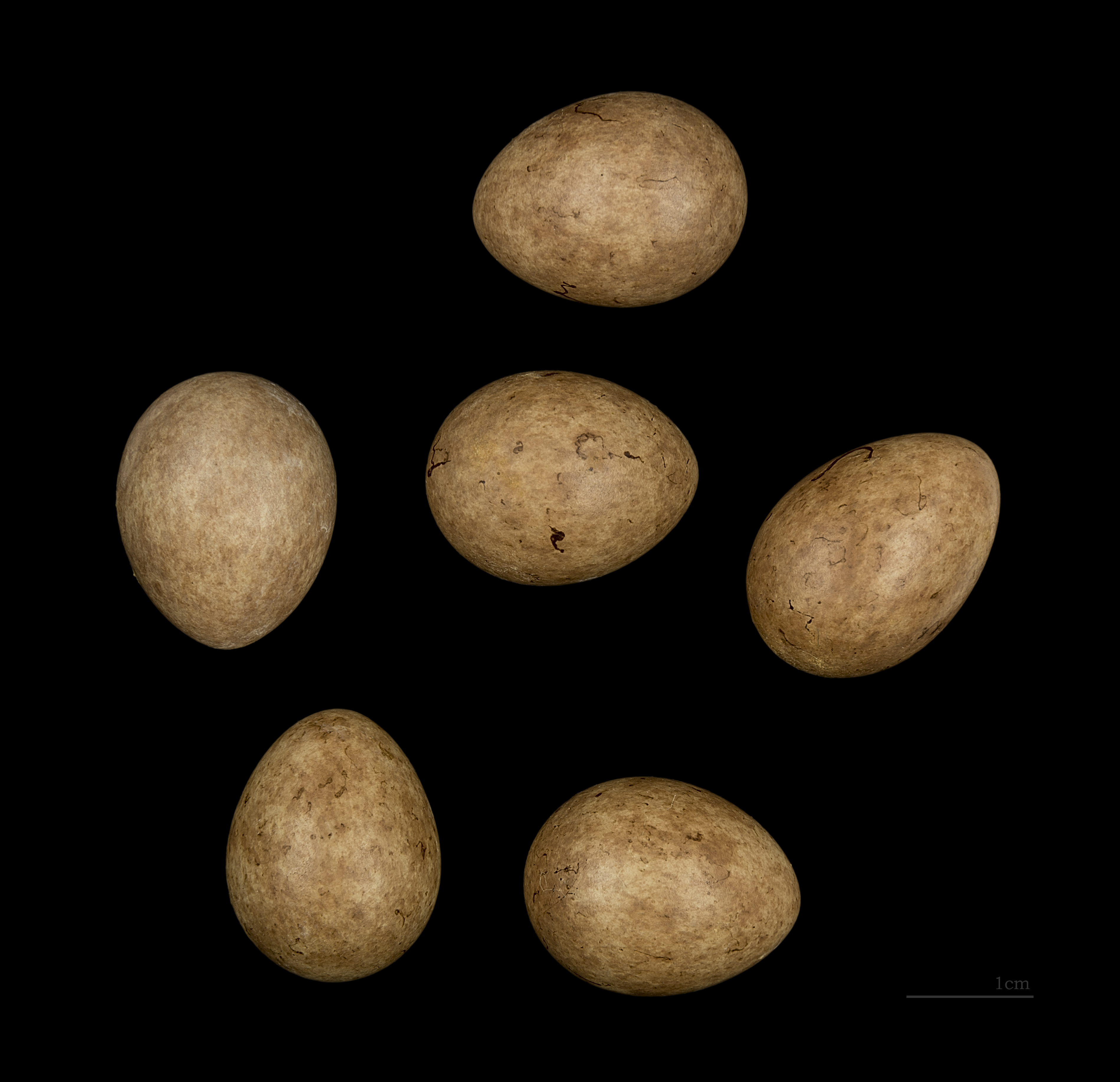
Calcarius lapponicus

Calcarius lapponicus là một loài chim trong họ Calcariidae.

## Phân bố và môi trường sống
Loài này sinh sống ở châu Âu và châu Á thuộc Bắc cực và ở Canada và phía bắc Hoa Kỳ. Đây là loài chim di cư, chúng trú đông ở các vùng đất dốc của Nga, miền nam Hoa Kỳ, các khu vực thuộc bắc cực của miền bắc Scandinavia và kéo dài xuống bờ biển phía nam Thụy Điển, Đan Mạch và Anh. Đây là loài Á-Âu duy nhất trong chi calcarius, và có thể nó không tiến hóa ở khu vực Á-Âu, nó đã có mặt ở Đông Âu ít nhất 30.000 năm.

## Hình ảnh

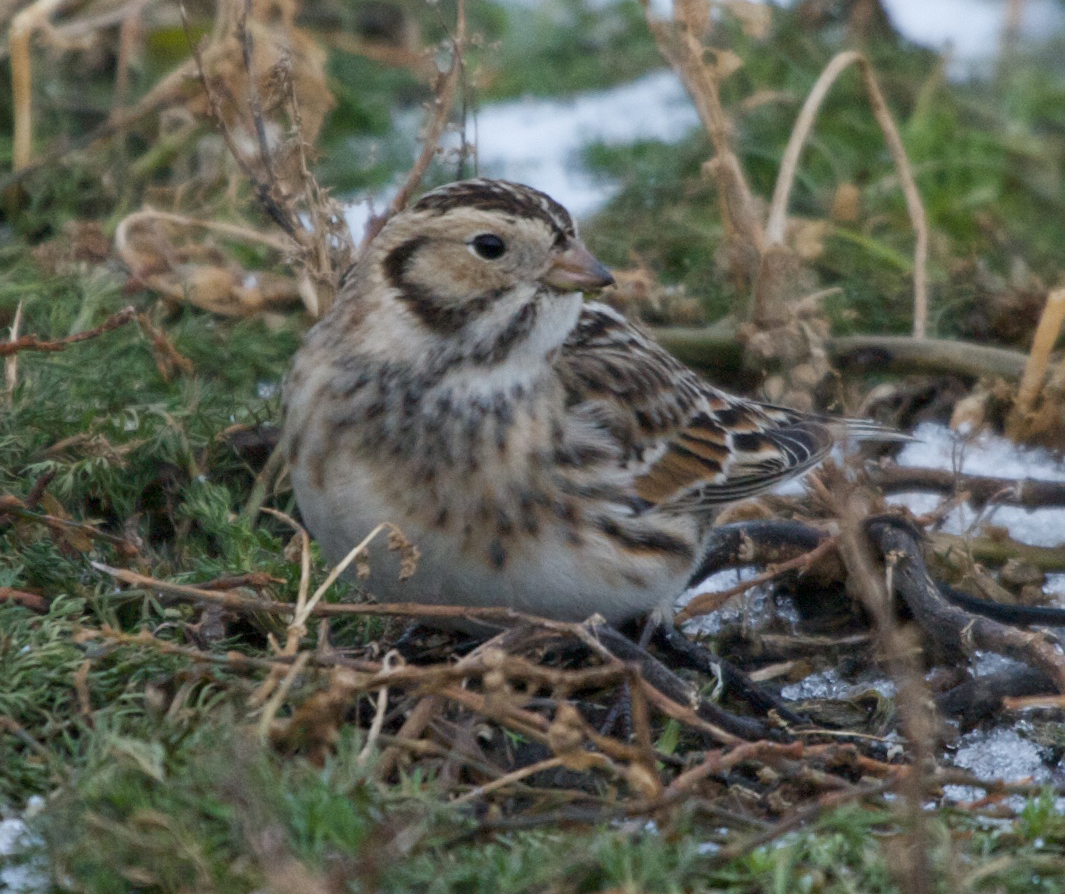
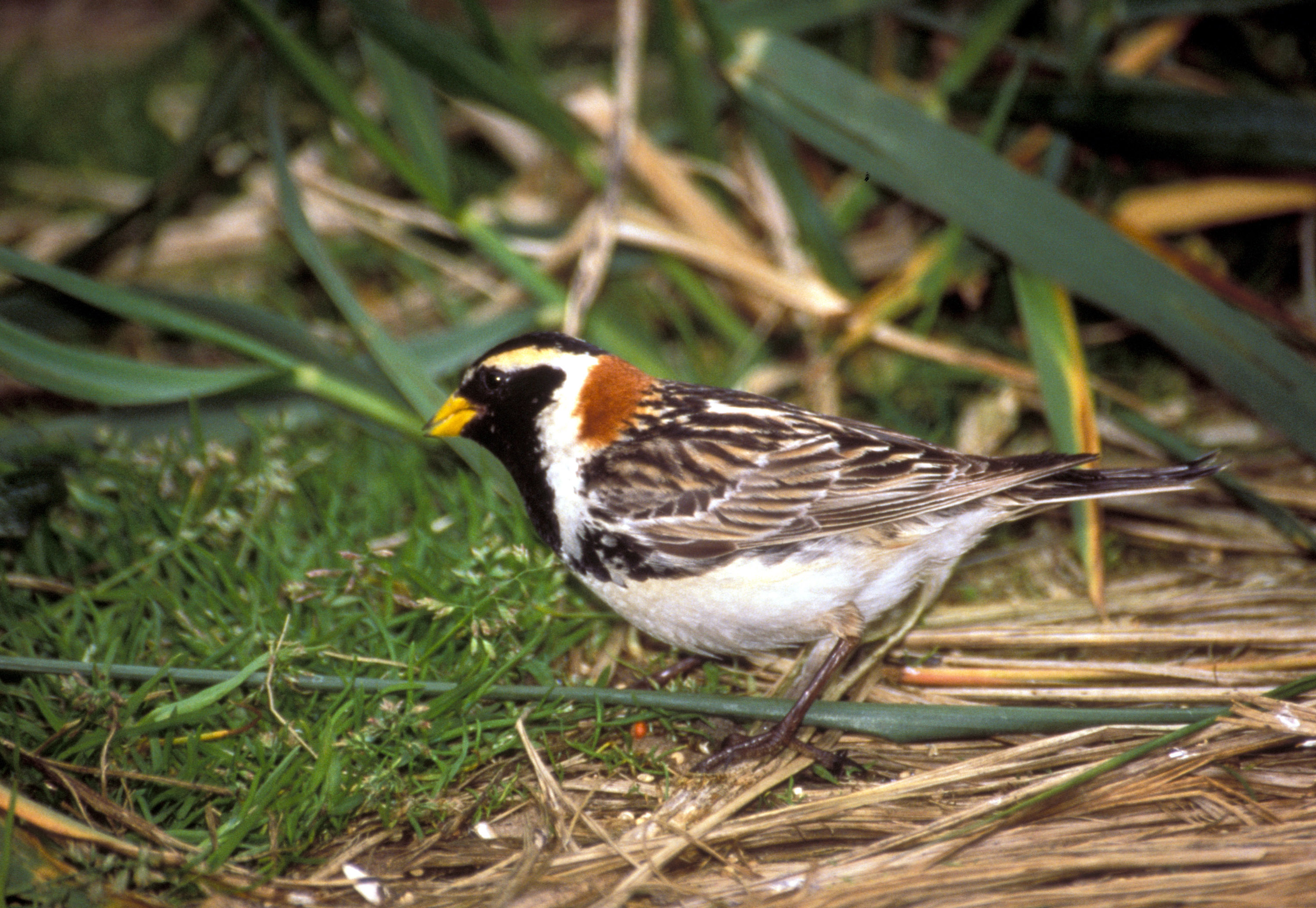

- Calcarius lapponicus